# Cardiff Metropolitan University Football Club
Cardiff Metropolitan University F.C. é uma equipe galesa de futebol com sede em Cyncoed. Disputa a segunda divisão de País de Gales (Welsh Football League Division One) para os clubes da área sul do país.
Seus jogos são mandados no Cyncoed Campus, que possui capacidade para 1.000 espectadores.

## História
Surgiu de uma fusão entre os clubes locais Inter Cardiff F.C. e UWIC F.C., em 2000. Em 2012, mudou seu nome para o atual.
Em 2019 se classificou para a Liga Europa da UEFA de 2019-20 para a fase de Qualificação. Onde foi derrotado pelo   Progrès Niederkorn.
Perdeu em  por 1 a 0 e venceu em  por 2 a 1. 
Mas o gol fora de casa deu vantagem para o  Progrès Niederkorn.

## Títulos
- Copa da Liga Galesa: 2019

- Welsh Football League Division Two: 2013–14 [3]
- Welsh Football League Division Three: 2012–13 [3]